# HMS Nigeria (60)
HMS Nigeria var en lätt kryssare av Fiji-klass i Royal Navy som färdigställdes i början av andra världskriget. Hon var uppkallad efter den brittiska kolonin Nigeria.

## Beskrivning
Nigeria hade ett deplacement på 8 670 ton vid standardlast och 10 896 ton vid fullast. Hon hade en total längd på 169,3 meter, en bredd på 18,9 meter och ett djupgående på 6 meter. Fartygen drevs av fyra växlade Parsonturbiner, som var och en drev en axel, med hjälp av ånga från fyra Admiralitets 3-trumspannor. Turbinerna hade en effekt på totalt 80 000 axelhästkrafter (60 000 kW) och de fartyget gav en maxhastighet på 32,25 knop (59,73 km/h). Nigeria hade en metacentrisk höjd på 1 meter vid fullast. Fiji-klassen hade tillräckligt med bränsle för att ge dem en räckvidd på 6 520 nautiska mil (12 080 km) vid 13 knop (24 km/h). Fartygens besättning var 733 officerare och sjömän i fredstid och 900 under krig.

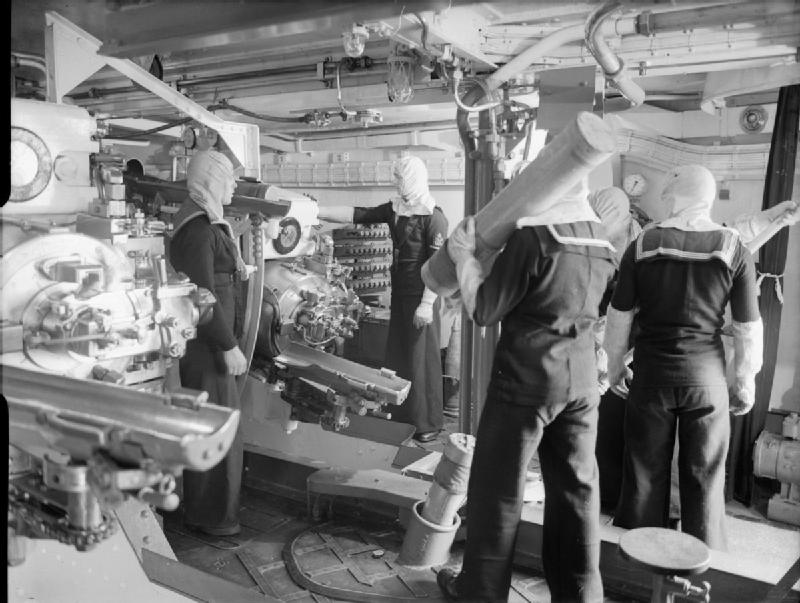
Insidan på en av Fiji-klassens Mark XXIII 15,2 cm torn.

Fiji-klassens huvudartilleri bestod av ett dussin BL 6-tums (15,2 cm) Mk XXIII-kanoner i fyra torn med tre kanoner vardera, varav ett par för och akter om överbyggnaden. Deras sekundära beväpning bestod av åtta 4-tums (10,2 cm) Mk XVI allmålskanoner i fyra dubbeltorn. Luftvärnet för kryssarna tillhandahölls av två fyrdubbla 2-pundiga (40 mm) luftvärnskanoner och två fyrdubbla fästen för Vickers 0,5 tum (12,7 mm) kulsprutor. Kryssarna hade också två trippelmonterade 53,3 cm torpedtuber, med en montering på vardera sida.
Fiji-klassen saknade ett fullständigt pansarbälte i vattenlinjen. Sidorna i deras pann- och maskinrum och magasin skyddades av ett pansar på 83-89 mm. Däcket över magasinen och vissa av maskinrummen var förstärkt med en tjocklek på 51-89 mm och huvudkanontornen hade endast splitterskydd med en tjocklek på 25-51 mm. De hade en flygplanskatapult och två Supermarine Sea Otter eller Walrus sjöflygplan.

## Tjänstgöring

### Hemmavatten

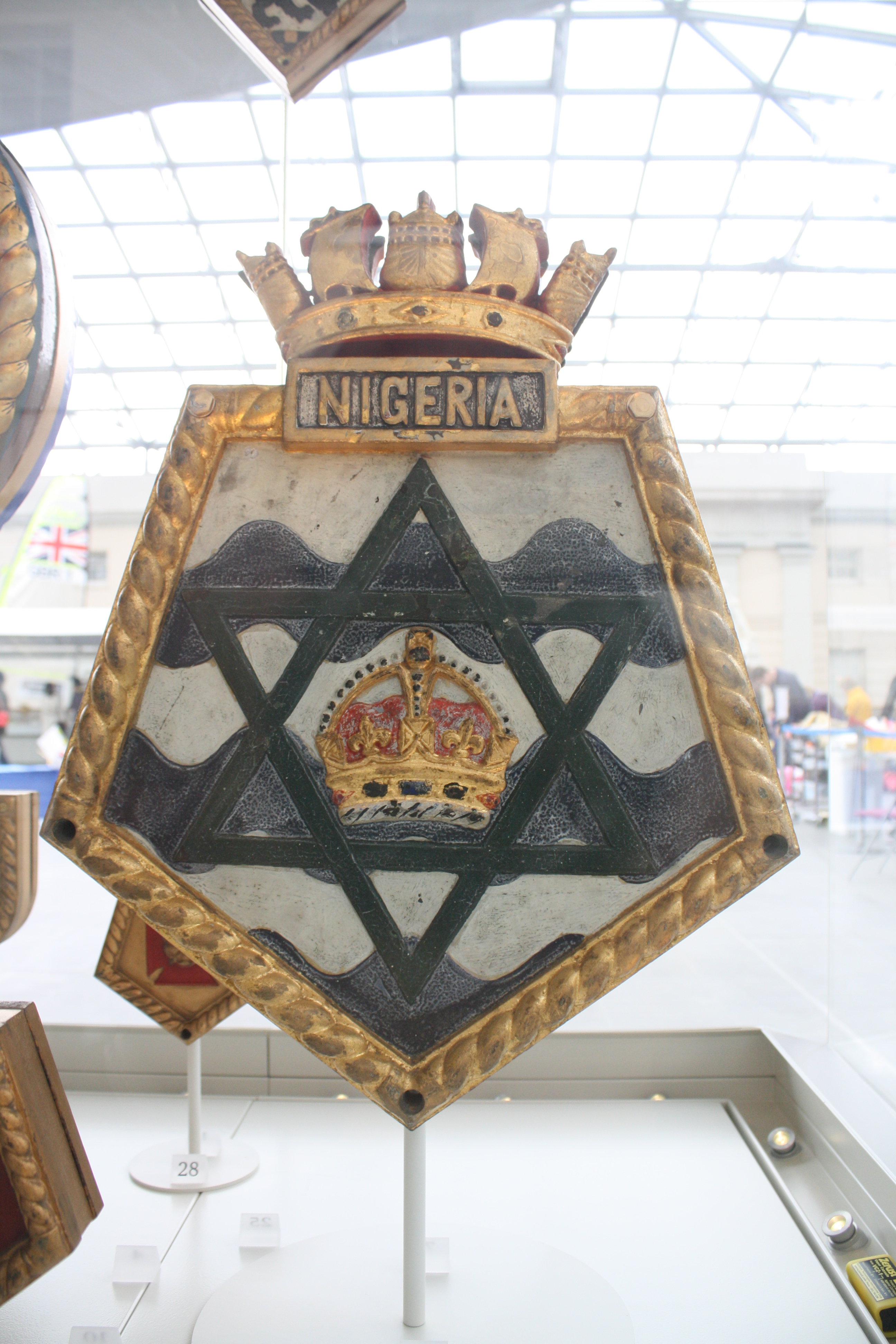
Skeppets emblem på National Maritime Museum

Nigeria tjänstgjorde nära de brittiska öarna och utanför den skandinaviska kusten i början av kriget. Den 28 juni 1941 hittade Nigeria tillsammans med jagarna Bedouin, Tartar och Jupiter det tyska väderfartyget Lauenburg i tät dimma nordost om Jan Mayen. Det tyska fartyget upptäcktes med hjälp av HF/DF radiopejling. Besättningen på Lauenburg övergav fartyget efter att ha blivit beskjuten, vilket gjorde det möjligt för britterna att borda henne. Värdefulla kodböcker och delar av Enigma-maskinen hittades ombord. Detta var en av de tidigaste erövranden av material kopplat till Enigma under kriget, och kom några veckor efter att jagaren Bulldog hade kommit över den första kompletta Enigma-maskinen från den tyska ubåten U-110 den 9 maj 1941.
I juli 1941 blev Nigeria flaggskepp för Force K, som leddes av konteramiral Philip Vian. Under denna period gjorde Force K två expeditioner till Spetsbergen (norskt territorium), den första för att undersöka läget och den andra, i september, för att eskortera ett trupptransportfartyg, Empress of Australia, med kanadensiska trupper och ett team av sprängexperter (se Operation Gauntlet). Deras uppgift var att evakuera norsk och sovjetisk personal från ögruppen och förstöra kolgruvor och bränslelager som kunde vara till nytta för fienden. Björnön besöktes också för att förstöra en tysk väderstation. De två kryssarna i insatsstyrkan, Nigeria och Aurora, avvek för att attackera en tysk konvoj. Under denna aktion sänkte Nigeria det tyska skolfartyget Bremse, men fick allvarliga skador på sin för, möjligen efter att ha detonerat en mina.. Vid återkomsten till Storbritannien skickades hon till Newcastle för reparation.

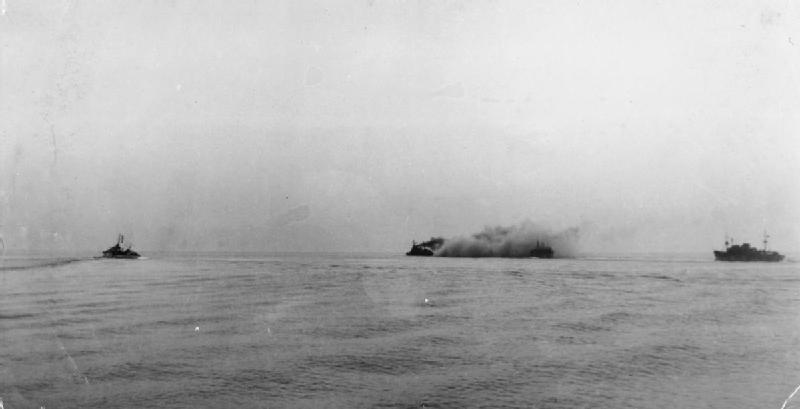
En bild tagen på långt avstånd som visar Nigeria efter att fartyget torpederats

### Medelhavet och Fjärran Östern
Nigeria omplacerades efter reparationerna till Medelhavet. Den 12 augusti 1942 deltog hon i Operation Pedestal och eskorterade en konvoj till Malta. Hon var flaggskepp för den närmaste eskortgruppen som leddes av amiral Harold Burrough. Nigeria torpederades och skadades av den italienska ubåten Axum men lyckades ta sig tillbaka till Gibraltar eskorterad av tre jagare. 52 besättningsmän dödades i attacken.
Hon skickades därefter till USA för reparationer, som tog nio månader att slutföra. När dessa var klara opererade hon utanför den sydafrikanska kusten och den 12 mars 1943 hämtade hon 30 överlevande från det amerikanska handelsfartyget James B. Stephens som torpederades och sänktes den 8 mars 1943 av den tyska ubåten U-160 cirka 150 nautiska mil (280 km) nordost om Durban. Nigeria fick sedan i uppdrag att operera med den Östra flottan från februari 1944 till december 1945, då hon återvände till Storbritannien för renovering. Under sin tid i Fjärran Östern deltog hon i räder mot Sumatra.

## Efterkrigstiden
Nigeria överlevde kriget och fortsatte att tjänstgöra i Royal Navy, som den enda kryssaren i Colony-klassen, med fyra 15,2 cm trippeltorn, där X-tornet slutligen togs bort 1954. År 1954 såldes hon till Indien och började byggas om, till stor del efter mönster av ombyggnaden av HMS Newfoundland, möjligen med en del av den elektronik och radar som RAN hade tänkt använda vid ombyggnaden av HMAS Hobart, som övergavs. Den 29 augusti 1957 togs hon åter i bruk av den indiska flottan, som döpte om henne till Mysore. Under sin tid i den indiska flottan kolliderade hon med jagaren HMS Hogue och skadade Hogues bog allvarligt. Mysore var i tjänst i ytterligare 28 år tills hon togs ur tjänst den 20 augusti 1985.